# Martres-sur-Morge
Martres-sur-Morge é uma comuna francesa na região administrativa de Auvérnia-Ródano-Alpes, no departamento Puy-de-Dôme. Estende-se por uma área de 8,18 km². Em 2010 a comuna tinha 680 habitantes (densidade: 83,1 hab./km²).